# Nicolás Kicker
Nicolás Kicker (ur. 16 sierpnia 1992 w Merlo) – argentyński tenisista.

## Kariera tenisowa
Zawodowym tenisistą Kicker jest od 2009 roku.
W grze pojedynczej wygrał 3 turnieje rangi ATP Challenger Tour.
W rankingu gry pojedynczej najwyżej był na 78. miejscu (12 czerwca 2017), a w klasyfikacji gry podwójnej na 215. pozycji (9 maja 2016).
W 2018 roku został zdyskwalifikowany na trzy lata za złamanie przepisów antykorupcyjnych.

### Zwycięstwa w turniejach ATP Challenger Tour w grze pojedynczej
| Końcowy wynik | Nr | Data                 | Turniej      | Nawierzchnia | Przeciwnik       | Wynik finału     |
| ------------- | -- | -------------------- | ------------ | ------------ | ---------------- | ---------------- |
| Zwycięzca     | 1. | 19 czerwca 2016      | Perugia      | Ceglana      | Blaž Rola        | 2:6, 6:3, 6:0    |
| Zwycięzca     | 2. | 5 listopada 2016     | Guayaquil    | Ceglana      | Arthur De Greef  | 6:3, 6:2         |
| Zwycięzca     | 3. | 15 października 2017 | Buenos Aires | Ceglana      | Horacio Zeballos | 6:7(5), 6:0, 7:5 |